# Ditrichum buchananii
Ditrichum buchananii är en bladmossart som beskrevs av Brotherus 1901. Ditrichum buchananii ingår i släktet grusmossor, och familjen Ditrichaceae. Inga underarter finns listade i Catalogue of Life.